# Собиська
Собиська (пол. Sobiska) — село в Польщі, у гміні Адамув Луківського повіту Люблінського воєводства.
Населення — 221 особа (2011).
У 1975-1998 роках село належало до Седлецького воєводства.

## Демографія
Демографічна структура станом на 31 березня 2011 року:
|          | Загалом | Допрацездатний вік | Працездатний вік | Постпрацездатний вік |
| -------- | ------- | ------------------ | ---------------- | -------------------- |
| Чоловіки | 116     | 21                 | 79               | 16                   |
| Жінки    | 105     | 23                 | 57               | 25                   |
| Разом    | 221     | 44                 | 136              | 41                   |